# SpiderTech-Planet Energy/Saison 2010
Dieser Artikel listet Erfolge und Mannschaft des Radsportteams SpiderTech-Planet Energy in der Saison 2010 auf.

## Saison 2010

### Erfolge in den Continental Circuits
| Datum       | Rennen                                        | Kat. | Fahrer            |
| ----------- | --------------------------------------------- | ---- | ----------------- |
| 12. Februar | 4. Etappe Vuelta a Cuba                       | 2.2  | Kevin Lacombe     |
| 13. Februar | 5. Etappe Vuelta a Cuba                       | 2.2  | Martin Gilbert    |
| 15. Februar | 7a. Etappe Vuelta a Cuba                      | 2.2  | Ryan Roth         |
| 17. Februar | 9a. Etappe Vuelta a Cuba                      | 2.2  | Kevin Lacombe     |
| 19. Februar | 11. Etappe Vuelta a Cuba                      | 2.2  | Guillaume Boivin  |
| 21. Februar | 13. Etappe Vuelta a Cuba                      | 2.2  | Martin Gilbert    |
| 21. Februar | 1. Etappe Vuelta a la Independencia Nacional  | 2.2  | Bruno Langlois    |
| 26. Februar | 6a. Etappe Vuelta a la Independencia Nacional | 2.2  | Eric Boily        |
| 2. April    | 8. Etappe Vuelta Ciclista del Uruguay         | 2.2  | Martin Gilbert    |
| 4. April    | 10. Etappe Vuelta Ciclista del Uruguay        | 2.2  | Martin Gilbert    |
| 19. April   | 2. Etappe Vuelta Mexico                       | 2.2  | François Parisien |
| 22. April   | 5. Etappe Vuelta Mexico                       | 2.2  | Flavio de Luna    |
| 12. August  | 1. Etappe Mi-Août Bretonne                    | 2.2  | Guillaume Boivin  |
| 14. August  | 3. Etappe Mi-Août Bretonne                    | 2.2  | Guillaume Boivin  |
| 24. August  | Grand Prix des Marbriers                      | 1.2  | Kevin Lacombe     |

### Zugänge – Abgänge
| Zugänge             | Team 2009         | Abgänge           | Team 2010 |
| ------------------- | ----------------- | ----------------- | --------- |
| Lucas Euser         | Garmin-Slipstream | Joel Dion-Poitras | Unbekannt |
| David Boily         | Neoprofi          | Andrew Hunt       | Unbekannt |
| Guillaume Boivin    | Neoprofi          | Kevin Miller      | Unbekannt |
| Stéphane Cossette   | Neoprofi          | Keir Plaice       | Unbekannt |
| Simon Lambert-Lemay | Neoprofi          | Maxime Vives      | Unbekannt |
| Flavio de Luna      | Neoprofi          |                   |           |

### Mannschaft
| Name                | Geburtstag       | Nationalität       |
| ------------------- | ---------------- | ------------------ |
| Mark Batty          | 7. Dezember 1986 | Kanada             |
| David Boily         | 28. April 1990   | Kanada             |
| Eric Boily          | 19. Juni 1987    | Kanada             |
| Guillaume Boivin    | 25. Mai 1989     | Kanada             |
| Stéphane Cossette   |                  | Kanada             |
| Lucas Euser         | 5. Dezember 1983 | Vereinigte Staaten |
| Martin Gilbert      | 30. Oktober 1982 | Kanada             |
| Kevin Lacombe       | 12. Juli 1985    | Kanada             |
| Simon Lambert-Lemay | 16. Juli 1990    | Kanada             |
| Bruno Langlois      | 1. März 1979     | Kanada             |
| Flavio de Luna      | 26. Januar 1990  | Mexiko             |
| François Parisien   | 27. April 1982   | Kanada             |
| Andrew Randell      | 4. Juli 1974     | Kanada             |
| Ryan Roth           | 10. Januar 1983  | Kanada             |
| Charly Vives        | 25. Juni 1984    | Kanada             |